# Dirphya lualabae
Dirphya lualabae är en skalbaggsart som beskrevs av Aurivillius 1914. Dirphya lualabae ingår i släktet Dirphya och familjen långhorningar. Inga underarter finns listade i Catalogue of Life.